# دامیان راسباخ
دامیان راسباخ (انگلیسی: Damian Roßbach؛ زادهٔ ۲۷ فوریهٔ ۱۹۹۳) بازیکن فوتبال اهل آلمان است.
از باشگاه‌هایی که در آن بازی کرده‌است می‌توان به باشگاه فوتبال اس‌وی زاندهاوزن و باشگاه فوتبال ماینتس ۰۵ اشاره کرد.